# ألكوثير دي بلانيس
بلدية القُصَير أو (نقحرة: ألكوثير دي بلانيس) (بالإسبانية: Alcocer de Planes) هي بلدية تقع في مقاطعة لقنت التابعة لمنطقة بلنسية شرق إسبانيا.

## الديموغرافيا
بلغ عدد سكان بلدية القُصَير 231 نسمة عام 2011 (وفقاً للمعهد الوطني الإسباني للإحصاء).
| 122 | 123 | 154 | 179 | 216 | 228 | 231 |